# Mateu II Visconti
Mateu II Visconti (1319 - Milà, Senyoriu de Milà, 1355) fou el senyor de Milà entre 1349 i 1355, juntament amb els seus germans Galeàs II i Bernabé Visconti.

## Orígens familiaris
Va néixer vers el 1319 sent el fill gran d'Esteve Visconti i Valentina Doria. Fou net per línia paterna de Mateu I Visconti i Bonacosa Borri, i per línia materna de Bernabé Doria i Eliana Fieschi.

## Núpcies i descendents
Es casà el 1342 amb Egidiola Gonzaga, filla de Felip de Màntua i neta de Lluís I Gonzaga. D'aquesta unió nasqueren:
- Caterina Visconti (1342-1382), casada en néixer amb Bertold I d'Este i el 1358 amb Ugolino Gonzaga
- Andreola Visconti (?-1376), religiosa

## Senyor de Milà
El seu oncle Lluc Visconti l'envià a l'exili l'any 1346, any en el qual prengué el poder, però el 1350 pogué retornar a la ciutat gràcies al seu oncle Joan Visconti. Associat, juntament amb els seus germans, durant els últims mandats de Joan Visnconti, el 1349 prengué el poder, que hagué de compartir amb els seus germans Galeàs II i Bernabé Visconti. Com a co-senyor de Milà Mateu a governar Lodi, Piacenza, Parma i Bolonya.
Va morir el 26 d'octubre de 1355 a conseqüència d'uns forts dolors abdominals, just després d'un sopar on suposadament fou enverinat pels seus dos germans, els quals es van repartir les seves possessions.